# Basmath
Basmath ist eine Stadt im indischen Bundesstaat Maharashtra.
Die Stadt ist Teil des Distrikts Hingoli. Basmath hat den Status eines Municipal Council. Die Stadt ist in 26 Wards gegliedert. Sie hatte am Stichtag der Volkszählung 2011 insgesamt 68.846 Einwohner, von denen 35.556 Männer und 33.290 Frauen waren. Hindus bilden mit einem Anteil von über 49 % die Pluralität der Bevölkerung in der Stadt. Muslime haben einen Anteil von 38 % und Buddhisten einen von 11 %. Die Alphabetisierungsrate lag 2011 bei 83,44 % und damit deutlich über dem nationalen Durchschnitt.